# Seiichi Negishi
Seiichi Negishi (根岸 誠一, Negishi Seiichi, Kanuma, 20 april 1969) is een Japans voormalig voetballer die als verdediger speelde.

## Clubcarrière
Negishi begon zijn carrière in 1988 bij Honda FC. Hij tekende in 1991 bij Sumitomo Metal, de voorloper van Kashima Antlers. Negishi beëindigde zijn spelersloopbaan in 1992.

## Zaalvoetbal
Hij nam met het Japans zaalvoetbalelftal deel aan de Wereldkampioenschap zaalvoetbal 1989 in Nederland.